# Белый дворец (фильм)
«Белый дворец» (англ. White Palace) — американский художественный фильм, поставленный режиссёром Луисом Мандоки по одноимённому роману Гленна Сэйвена.

## Сюжет
Макс Бэрон — молодой 27-летний директор рекламного агентства, пребывающий в трауре после смерти своей жены. Случайное ночное знакомство с работающей в фастфуд-ресторане 43-летней официанткой Норой резко меняет его жизнь.

## В ролях
| В ролях            |  | Персонаж    |
| ------------------ |  | ----------- |
| Джеймс Спейдер     |  | Макс Бэрон  |
| Сьюзан Сарандон    |  | Нора Бейкер |
| Кэти Бейтс         |  | Розмари     |
| Джейсон Александер |  | Нил         |
| Айлин Бреннан      |  | Джуди       |
| Рейчел Шагалл      |  | Рэйчел      |
| Рене Тейлор        |  | Эдит Бэрон  |
| Джонатан Пеннер    |  | Марв Миллер |

## Прокат
Премьера состоялась 19 октября 1990 года. Сборы в США составили 17 487 531 доллар.

## Отзывы
Кинокритик Сергей Кудрявцев положительно отозвался о фильме в своей книге «3500 кинорецензий»:

«Но в том и состоит заслуга исполнителей главных ролей (Сьюзен Сэрендон номинировалась на „Золотой глобус“, но уступила награду Кэти Бейтс, сыгравшей в „Мизери“), что в знакомых им по ряду других фильмов характерах они находят точные, не вызывающие сомнения акценты. И психологически оправданно раскрывают мотивы поведения, делают судьбу героев по-житейски понятной и по-человечески близкой. Режиссура Луиса Мандоки в большинстве сцен не мешает самореализации актёров, и это заставляет забыть о банальности предложенного сюжета».